# Massignano

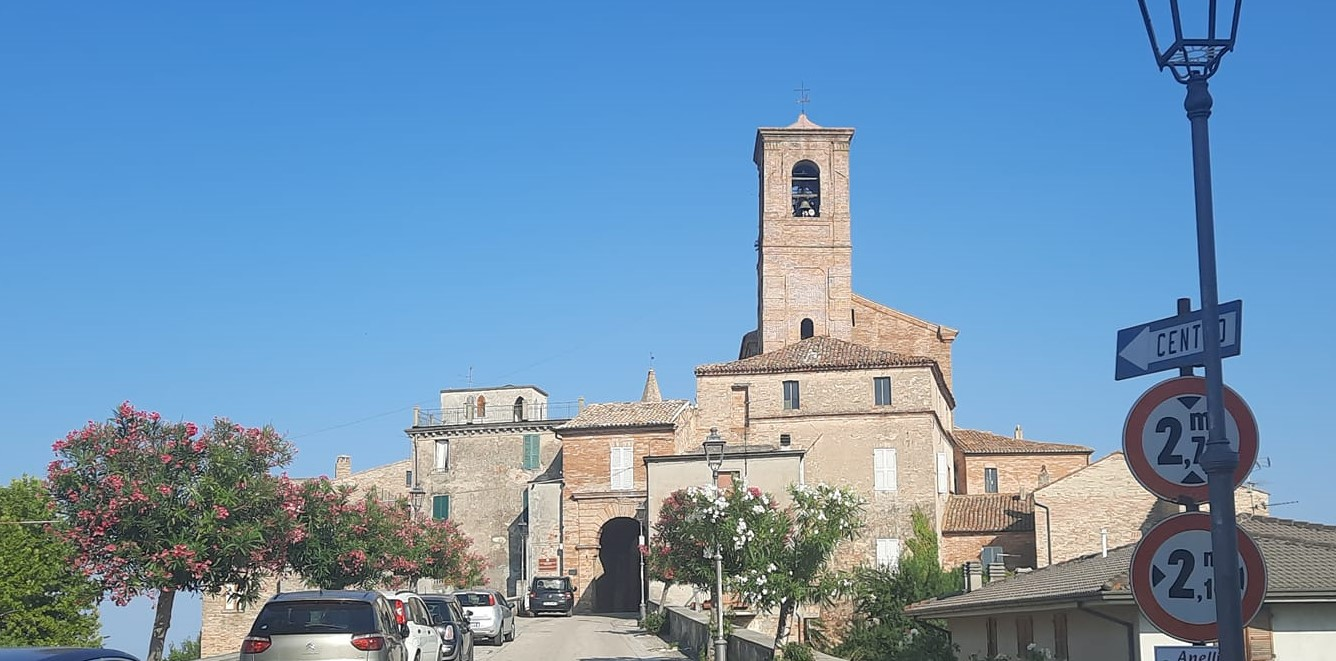
Veduta di Massignano

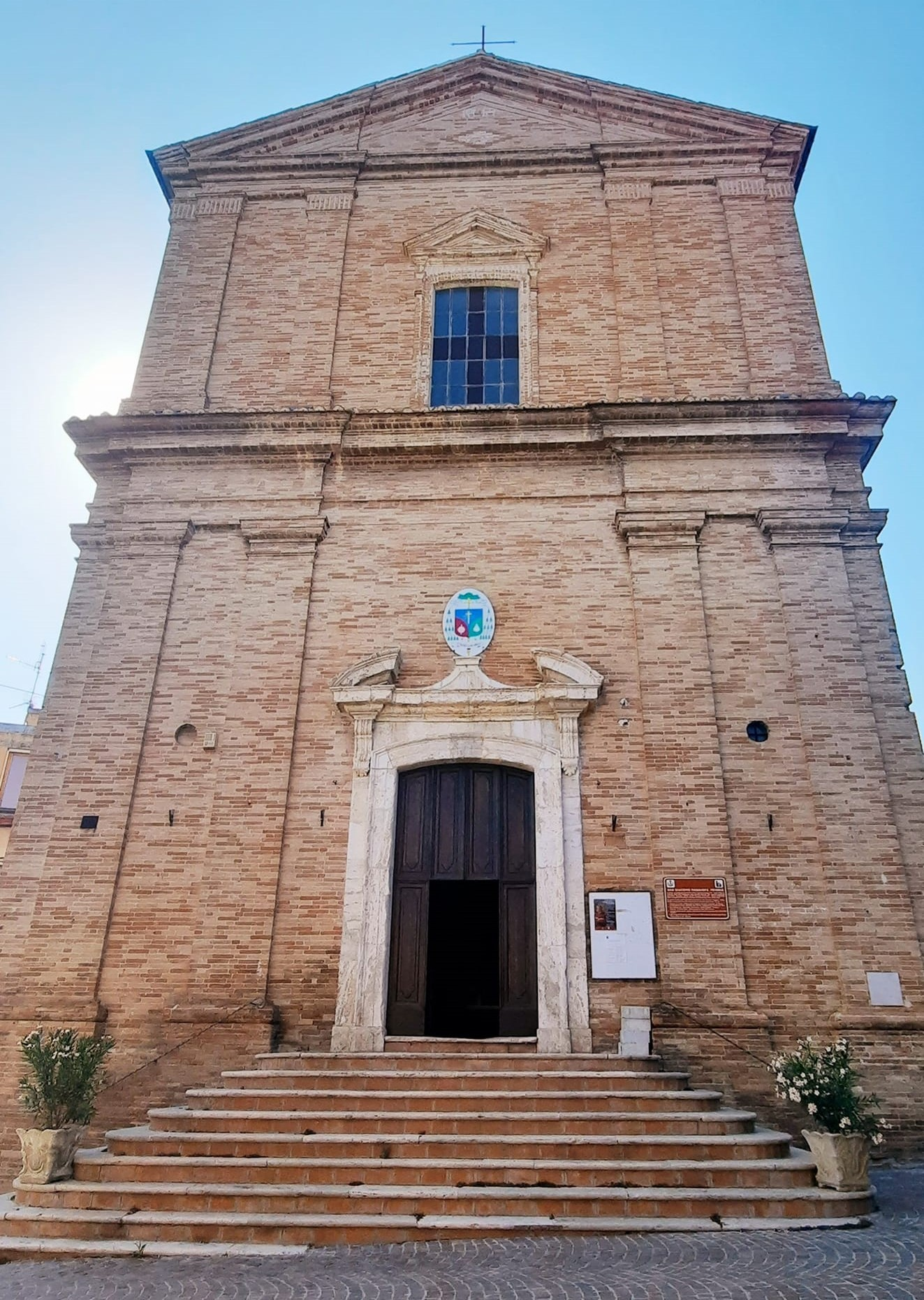
Chiesa di San Giacomo Maggiore

Massignano (Masignà in dialetto locale) è un comune italiano di 1 589 abitanti della provincia di Ascoli Piceno nelle Marche.

## Storia
Abitato sin dall'epoca romana, secondo lo storico Colucci il suo territorio rientrava nell'amministrazione della città di Cupra. Tra il VI-IX sec. conosce un lungo periodo di crisi contraddistinto da carestia, pestilenze e guerre. Nel 967 il latifondo di Massinius, signore che ha dato origine al nome del paese, viene donato dall'imperatore Ottone I all'abbazia laziale di Farfa. Esisteva nella zona anche il castello di Forcella (XII sec.), di cui si possono vedere i ruderi a circa 2 km dal paese. Nel 1208 compare Tebaldo di Masigniano, questo significa che già esisteva un centro abitato indicato con tale appellativo. Durante il XIII secolo il territorio massignanese risulta sottomesso a Fermo, ma oggetto di continue contese con Ascoli. Nel 1532 fu tratto d'assedio da Muzio Colonna, corso in aiuto degli ascolani in guerra con la città di Fermo. Nel 1567 si discute l'esenzione e la liberazione di Massignano dalla giurisdizione fermana e la dipendenza immediata dalla Santa Sede. Nel 1577 Gregorio XIII con bolla solenne restituisce Massignano alla città di Fermo, rimanendo sempre sotto il dominio papale. I secoli XVII e XVIII sono caratterizzati da un lungo periodo di pace e tranquillità, in seguito alla cessazione delle continue dispute tra Fermo e Ascoli, interrotto all'inizio del XIX secolo dall'arrivo delle truppe napoleoniche. Massignano entrò a far parte del Dipartimento del Tronto (1805-1814), rientrando nel distretto di Fermo. Successivamente con la Restaurazione torna sotto il dominio pontificio sino al 1861, anno della proclamazione del Regno d'Italia.

## Monumenti e luoghi d'interesse

### Architetture civili e militari

#### Fortezza di Forcella
Ruderi di un'antica rocca.

### Architetture religiose

#### Chiesa di San Giacomo Maggiore
Nella chiesa di San Giacomo Maggiore è esposta una tavola di Vittore Crivelli raffigurante la Madonna adorante il Bambino tra due angeli.

## Società

### Evoluzione demografica
Abitanti censiti

## Cultura

### Musei

#### Museo parrocchiale
Situato a fianco della chiesa di San Giacomo Maggiore, il museo ospita quadri del Sei-Settecento e una collezione di oggetti sacri. Tra le opere conservate nel museo: un piviale ungherese del Cinquecento, un ostensorio del Seicento e una croce astile realizzaza nel 1796 da Francesco Maria da Massignano.

## Amministrazione
| Periodo        | Periodo        | Primo cittadino | Partito              | Carica  | Note  |
| -------------- | -------------- | --------------- | -------------------- | ------- | ----- |
| 14 giugno 2004 | 7 giugno 2009  | Marino Mecozzi  | Lista civica         | Sindaco | [ 6 ] |
| 8 giugno 2009  | 25 maggio 2014 | Marino Mecozzi  | Uniti per Massignano | Sindaco | [ 6 ] |
| 26 maggio 2014 | 26 maggio 2019 | Massimo Romani  | Massignano Cambia    | Sindaco | [ 6 ] |
| 27 maggio 2019 | 9 giugno 2024  | Massimo Romani  | Massignano Cambia    | Sindaco | [ 6 ] |
| 10 giugno 2024 | in carica      | Massimo Romani  | Massignano Futura    | Sindaco | [ 6 ] |

### Gemellaggi
Massignano è gemellato con:
- Pfaffenhausen

## Sport
Massignano vanta numerose associazioni sportive, culturali e del tempo libero presenti sul proprio territorio attraverso le quali è possibile praticare:
- calcio                (A.S.D. Massignano, squadra di Terza Categoria)
- ciclismo              (Scuola di Ciclismo Riviera 2000)
- motocross             (Amici del Motocross)
- pattinaggio           (A.S.D. Polisportiva Regina Pacis)
- tennis tavolo         (A.S.D. Polisportiva Regina Pacis)
- tiro con l'arco       (A.S.D. Polisportiva Regina Pacis)
- calcio a 5              (A.S.D. Polisportiva Regina Pacis)
- danza classica e moderna (A.S.D. Kratos équipe)
- lotta greco-romana (A.S.D. Kratos équipe)
- pallavolo (A.S.D. Kratos équipe)